# Naughty Henrietta
Pour plus de détails, voir Fiche technique et Distribution.
Naughty Henrietta (littéralement : Méchante Henrietta) est un film muet américain réalisé par Frank Cooley, sorti en 1915.

## Fiche technique
- Titre : Naughty Henrietta
- Réalisation : Frank Cooley
- Scénario : Mrs. Howard Clark
- Producteur :
- Société de production : American Film Manufacturing Company
- Société de distribution : Mutual Film
- Pays de production :  États-Unis
- Langue : film muet avec les intertitres en anglais
- Métrage : 300 m
- Format : Noir et blanc — 35 mm — 1,33:1 — Muet
- Genre : Comédie dramatique
- Durée : 10 minutes
- Date de sortie : 
  - États-Unis : 18 mai 1915

## Distribution
- Neva Gerber : Henrietta
- Webster Campbell : Dan Matthews
- King Clark : Bob Henshaw
- Kathryn Wilson : Alice Wren